# جويل لينش
جويل لينش (بالإنجليزية: Joel Lynch) (3 أكتوبر 1987 بإيستبورن في المملكة المتحدة - ) هو لاعب كرة قدم بريطاني في مركز الدفاع في نادي بريسشن الإماراتي. شارك مع منتخب ويلز لكرة القدم. أما مع النوادي، فقد لعب مع برايتون أند هوف ألبيون ونوتينغهام فورست وهدرسفيلد تاون.

## وصلات خارجية
- جويل لينش على موقع قاعدة بيانات كرة القدم.إي يو (الإنجليزية)
- جويل لينش على موقع Soccerbase.com (لاعب) (الإنجليزية)